# Kadra 6 Dywizjonu Taborów

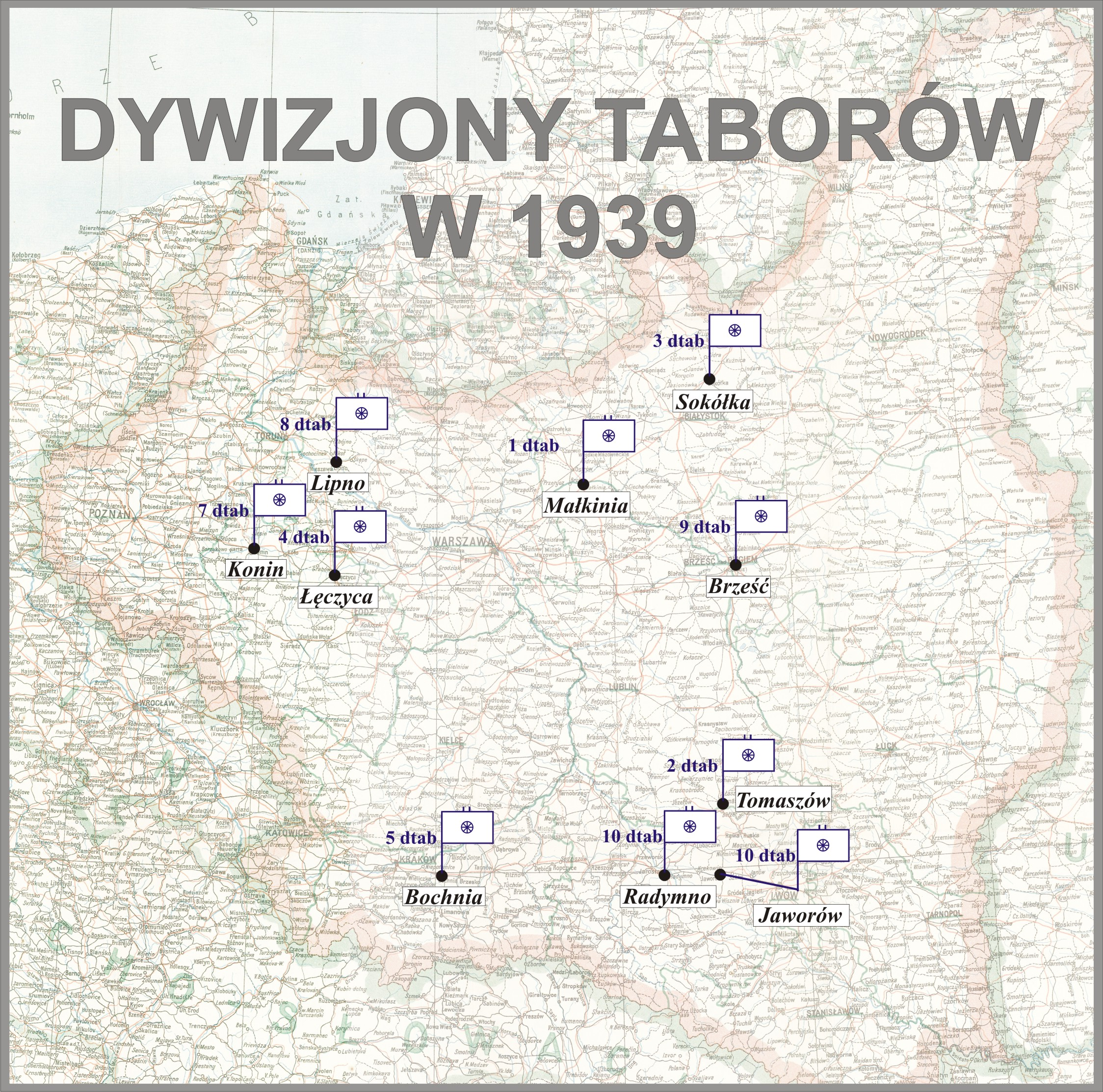
Polskie dywizjony taborów w 1939

Kadra 6 Dywizjonu Taborów – oddział taborów Wojska Polskiego.

## Historia Oddziału
6 dywizjon taborów został sformowany w 1921 roku we Lwowie. Dowódca dywizjonu pełnił jednocześnie funkcję szefa taborów Okręgu Korpusu Nr VI.
W 1923 roku w dywizjonie pełniło służbę 24 oficerów zawodowych taborów. Kolejnych czterech oficerów było oficerami nadetatowymi, w tym pułkownik Filip Siarkiewicz. Ponadto jeden oficer – lekarz weterynarii i dwóch oficerów zawodowych administracji – działu gospodarczego (oficer kasowy i oficer prowiantowy). Przydział do dywizjonu posiadało wówczas 38 oficerów rezerwy, z których jeden został zatrzymany w służbie czynnej.
1 października 1925, w „związku z reorganizacją wojsk taborowych”, dywizjon został przeformowany w „6. Szwadron Taborów”. Jednocześnie zostało utworzone Szefostwo Taborów Dowództwa Okręgu Korpusu Nr VI. W lipcu 1926, „w związku z redukcją stanów liczebnych formacji taborowych (rozkaz MSWojsk. Oddz. I Szt. Gen. L. 2579/org. i rozporządzenie wykonawcze Dep. II L. 1600/tab. tjn.)” szwadron został skadrowany.
12 września 1930 roku została wydana „Organizacja taborów na stopie pokojowej. Przepisy służbowe”, a 18 września 1930 roku został wydany rozkaz o wprowadzeniu w życie organizacji formacji taborowych. Na podstawie tych dokumentów 6 Skadrowany Szwadron Taborów został przeformowany w kadrę 6 dywizjonu taborów. Nowa organizacja pokojowa taborów została wprowadzona w życie w październiku 1930 roku.
Później Kadra została dyslokowana do Jaworowa. Wiosną 1939 roku w Kadrze pełniło służbę trzech oficerów: major Józef Maziarz (komendant) oraz kapitanowie: Aleksander Marian Grodzki (oficer mobilizacyjny) i Wacław Sowiński (oficer administracyjno-materiałowy).
Kadra była jednostką mobilizującą.

## Kadra dywizjonu
Dowódcy dywizjonu i komendanci kadry
- płk tab. Filip Siarkiewicz (1 VI 1921 - 24 VIII 1923 → szef Wydziału Wojsk Taborowych w Departamencie II Jazdy MSWojsk.)
- ppłk tab. Artur Rössner (16 VIII 1923 - 1 X 1925 → szef Szefostwa Taborów DOK VI[11])
- mjr tab. Konstanty Stamirowski (1 X 1925[11] – IV 1927 → szef wydziału zaopatrzenia w Dep. Art. MSWojsk[12])
- kpt. tab. Wojciech Bucior (p.o. IV 1927[13] – I 1928 → kierownik referatu taborów w 6 Okręgowym Szefostwie Artylerii i Uzbrojenia[14])
- kpt. tab. Kazimierz III Łukasiewicz (IV 1928[15][16] – X 1930[17])
- mjr tab. Wojciech Bucior (X 1930[17] - 1935)
- mjr tab. Józef Maziarz (do IX 1939)

Zastępcy dowódcy
- kpt. tab. Zygmunt Dziubiński (p.o. 1923)

Komendanci kadry szwadronu zapasowego
- ppłk tab. Artur Rössner (do 16 VIII 1923)
- mjr tab. Konstanty Stamirowski (do 1 X 1925)

Kwatermistrzowie
- kpt. tab. Wojciech Bucior (1 X 1925 – IV 1927 → p.o. dowódcy szwadronu)
- kpt. tab. Zygmunt Dziubiński (od IV 1927[13])

### Żołnierze dywizjonu – ofiary zbrodni katyńskiej
Biogramy zamordowanych znajdują się na stronie internetowej Muzeum Katyńskiego
| Nazwisko i imię             | stopień              | zawód           | miejsce pracy przed mobilizacją       | zamordowany |
| --------------------------- | -------------------- | --------------- | ------------------------------------- | ----------- |
| Boroński Wacław             | podporucznik rezerwy | nauczyciel      | Seminarium Nauczycielskie w Tarnopolu | Katyń       |
| Czołowski-Dąbczański Stefan | podporucznik rezerwy | prawnik         | przemysłowiec                         | Katyń       |
| Oleksiewicz Zygmunt         | podporucznik rezerwy | agronom         |                                       | Katyń       |
| Batożyński Jan              | podporucznik rezerwy | nauczyciel      | Szkoła Powszechna w Palczyńcach       | Charków     |
| Bohaczewski Kazimierz       | podporucznik rezerwy | prawnik         |                                       | Charków     |
| Buczkowski Marian           | porucznik rezerwy    | prawnik, mgr    | ZUS we Lwowie                         | Charków     |
| Gierynowicz Marian          | podporucznik rezerwy | prawnik, mgr    | Izba Skarbowa w Stanisławowie         | Charków     |
| Kotula Władysław            | rotmistrz rezerwy    | leśnik          | dobra hr. Dzieduszyckiego             | Charków     |
| Skóra Antoni                | podporucznik rezerwy | inżynier rolnik | pracował w Polanach k. Żółkwi         | Charków     |
| Smarzewski Adam             | podporucznik rezerwy |                 |                                       | Charków     |
| Górski Stanisław            | porucznik rezerwy    | urzędnik        |                                       | ULK         |
| Pasalski Aleksander         | porucznik rezerwy    | urzędnik        | sejmik powiatowy                      | ULK         |